# Mariano de Cabrerizo
Mariano de Cabrerizo Bascuas (La Vilueña, 1785 - Valencia, 1868) fue un editor y escritor liberal español.

## Biografía
"... Mi pueblo natal es La Vilueña, partido de Calatayud:  fueron mis padres Don Juan Miguel Cabrerizo y Peréz, labrador hacendado, rico en algún tiempo, Caballero Infanzón Hijosdalgo, y Doña Isabel Ana Bascuas y Gea, también de familia hidalga. Casó mi padre en edad bastante avanzada con mi madre, que todavía era muy joven, no aportando al matrimonio más que su hermosura y un corazón más bello que su persona. De esta unión nacimos once hermanos, de los cuales yo, que era el menor, fue el único que sali de casa para Zaragoza á instancia de un pariente que teníamos en aquella Capital..."

El menor de once hermanos hijos de Juan Miguel Cabrerizo Pérez, labrador hacendado e hidalgo, en un tiempo rico, e Isabel Ana Bascuas y Gea, también hidalga. A los once años de edad marchó a Zaragoza a casa de un pariente, que lo colocó en la librería de Francisco Ruiz. Todos sus hermanos se hicieron labradores salvo uno que fue párroco. A los dieciséis años de edad marchó a Valencia, donde, gracias a la mediación de Antonio Carrera, tesorero del arzobispo de Valencia Joaquín Company, trabajó con los encuadernadores Beneito y Carsí. En 1811 estableció allí una librería cuya gran novedad era tener anejo un salón de lectura y tertulia. En 1813 al reconquistarse Valencia al mariscal Suchet, fue nombrado alcalde de su barrio. Empezó entonces poco a poco su labor como editor; empezó por el Itinerario descriptivo de España de Laborde, escrito en 1808 y que tradujo Jaime Villanueva; se vendió bien; con esta confianza publicó una serie de setenta títulos de novelas y otras obras. De 1818 data su Prospecto de una colección de novelas donde, tras razonar sobre la capacidad instructiva del género, distingue cuatro tipos: de hechos, de carácter, de pasión, de crítica. Propone, además, un plan de traducciones que llevaría a cabo entre 1825 y 1856. 
Entre 1820 y 1823 se involucró activamente en el Trienio Liberal; en 1820 fue nombrado teniente de Cazadores del segundo batallón de la Milicia Nacional y en 1821 capitán; en 1822 fue nombrado regidor del Ayuntamiento constitucional de Valencia; en 1823 le eligieron viceconsiliario de la Academia de Nobles Artes de San Carlos. 
Al producirse la segunda restauración absolutista en España en 1823 se halló arruinado como consecuencia de haber descuidado sus intereses y por la represión llevada contra él, y fue a parar a la cárcel, acusado en varios procesos instigados por los Tribunales de la Fe que pretendían sustituir a la desaparecida Inquisición: por haber pertenecido a sociedades secretas, por ser regidor constitucional en 1823, por expresiones contra el rey, por haber vendido libros prohibidos, por hablar contra los frailes, por imprimir el Almanaque de 1822 sin el signo de la cruz, por acompañarse de liberales, entre otros sucesos; en la cárcel pasó algo más de dos años. 
Sin embargo volvió a levantar su negocio de librería y editorial. En su tienda se reunía una tertulia integrada por Juan Nicasio Gallego, Ramón López Soler, Estanislao de Kostka Vayo, Juan Arolas y otros. Un encontronazo con O'Donnell le obligó a exiliarse a París en 1826 durante dos meses, lo que aprovechó para empaparse de novedades literarias que divulgar cuando regresara. Él dio a conocer a D'Arlincourt, Madame de Genlis, Byron, cuyo Corsario se tradujo en prosa, Hermán y Dorotea de Goethe; Cándido, de Voltaire y, entre otros más, Las aventuras del último Abencerraje de Chateaubriand, en edición particularmente esmerada.

Llegó también a mis manos el tomo de la Medicina curativa de Mr. Le Roy, hallazgo feliz que publiqué en castellano, habiendo vendido en tres años 46.000 ejemplares, incluso el tomo de sus Casos prácticos, despacho fabuloso y de que aún no existía ejemplo en la imprenta española, si se exceptúa el que obtuvo muchos años antes la obra de El evangelio en triunfo escrita por el célebre Olavide, de la cual sólo en España se hicieron dieciocho ediciones en breve tiempo

También editó Los bandos de Castilla de López Soler en 1830. En 1831 fue nombrado académico de honor de la Academia de Nobles Artes de San Carlos. En 1835, socio de la Real Sociedad Económica de Amigos del País de Valencia. En 1837 fue elegido diputado provincial y en ese mismo año presidió el Museo de pintura de Valencia. En 1841 recibió la cruz de caballero de la Real y distinguida Orden española de Carlos III y en 1842 recibió la cruz de primera clase al valor cívico y fue nombrado vocal de la Comisión consultiva de arroces. En 1846 fue nombrado contador de la Sociedad de Amigos del País; después fue hecho vocal de la Junta de Comercio de Valencia y cónsul del Tribunal de Comercio, así como prior del citado tribunal en 1851. Cabrerizo contó sus peripecias en Memorias de mis persecuciones políticas de 1820 a 1836 (Valencia, 1854).